# Willy Ruthenberg
Willy Ruthenberg (* 1. August 1888 in Lüneburg; † 14. März 1960 in Berlin) war Mitglied des ersten Landtages von Mecklenburg-Vorpommern.

## Leben
Willy Ruthenberg besuchte von 1894 bis 1900er die Volksschule, anschließend das Realgymnasium in Stettin. Nach Erwerb der Hochschulreife 1908 studierte Ruthenberg Mathematik und Naturwissenschaften in Berlin, Rostock und Halle. Seit 1909 war er Mitglied der Burschenschaft Alemannia auf dem Pflug Halle (heutige Burschenschaft der Pflüger Halle zu Münster). Seine Studien schloss er mit der Promotion zum Dr. phil. und der Lehrbefähigung (Staatsexamen) in verschiedenen naturwissenschaftlichen Fächern an höheren Schulen ab. 1914 trat Ruthenberg in den höheren Schuldienst Stettin ein, nahm bis 1916 am Ersten Weltkrieg teil und wurde 1918 Oberlehrer in Lauenburg. Aufgrund seiner republikanischen Gesinnung schloss er sich der DDP an und leitete seit 1924 das humanistische Gymnasium Dramburg. Nach ihrer Machtergreifung maßregelten die Nationalsozialisten den demokratischen Pädagogen, bewirkten seine Versetzung nach Gollnow und setzten 1942 schließlich seine Entlassung aus dem Schuldienst durch. Ruthenberg nahm daher von 1942 bis 1945 eine Dozentenstelle für höhere Mathematik an der Ingenieur-Akademie Stettin an.
Nach dem Zweiten Weltkrieg musste Willy Ruthenberg Stettin verlassen, siedelte nach Wismar über und beteiligte er sich dort gemeinsam mit dem ehemaligen Zentrumsmitglied Anton Lorenz sowie dem späteren CDU-Landesgeschäftsführer Willy Warning an der Gründung der CDU in Wismar. Zunächst engagierte er sich als Orts- und dann als Kreisvorsitzender, im September 1946 wurde er in die Wismarer Stadtvertretung, im Oktober 1946 in den Landtag Mecklenburg-Vorpommern gewählt. Als Beisitzer des erweiterten CDU-Landesvorstandes nahm Ruthenberg Einfluss auf die CDU-Politik im Lande, bevor er 1948 in den Landesdienst wechselte.

## Werke
- Willy Ruthenberg: Beziehung zwischen Dichte und elektrischem Leitvermögen in methylalkoholischen Salzlösungen. Diss. Universität Rostock 1913